# Gustaf Berg (jurist)
Gustaf Johan Georg Axel Berg (i riksdagen kallad Berg i Eksjö), född 25 februari 1844 i Mönsterås, död 12 april 1908 i Stockholm (kyrkobokförd i Eksjö församling) var en svensk ämbetsman och politiker. Berg var Sveriges justitieminister augusti–november 1905.
Gustaf Berg var son till lagmannen Johan Petter Berg och Mathilda Teresia Aurora Murray. Han tog studenten i Uppsala och avlade hovrättsexamen 1867. Berg tjänstgjorde i Svea och Göta hovrätter innan han 1882 utnämndes till häradshövding i Norra och Södra Vedbo domsaga, och han förblev häradshövding till sin död. Tre år senare blev han politiskt aktiv som stadsfullmäktige i Eksjö och ordförande där 1902. År 1888 blev han dels ledamot av Jönköpings läns landsting, dels invald i andra kammaren (för Västerviks, Vimmerby och Eksjö valkrets), 1891 dels ordförande i landstinget, dels invald i första kammaren (för Jönköpings läns valkrets).
I första kammaren tillhörde han majoritetspartiet, då han var försvarsvän och protektionist. Han var emellertid för kvinnlig rösträtt. År 1892 kom han in i konstitutionsutskottet, där han drev frågan om kvinnlig rösträtt och sedan även om allmän rösträtt. Han var dock förespråkare för proportionalismen och reserverade sig mot utskottets beslut, varigenom han fick ingå i en särskild kommitté som regeringen tillsatte för att utreda ärendet. Dess förslag avslogs av andra kammaren med proportionalismen som motivering.
Vid den första urtima riksdagen 1905 med anledning av unionskrisen med Norge var han ordförande för konstitutionsutskottet. Han blev samma år justitieminister i Christian Lundebergs ministär men innehade posten endast från augusti till november.
År 1875 gifte han sig med Jenny Maria Sofia Rosén. Makarna är begravda på Gamla kyrkogården i Eksjö.